# Alocasia pangeran
Alocasia pangeran är en kallaväxtart som beskrevs av Alistair Hay. Alocasia pangeran ingår i släktet Alocasia och familjen kallaväxter. Inga underarter finns listade.